# Штилянов, Димитр
Дими́тр Штиля́нов (болг. Димитър Щилянов, родился 17 июля 1976 года, Сливен, Болгария) — болгарский боксёр-любитель, двукратный чемпион Европы (2002, 2004), призёр чемпионатов мира и Европы, член олимпийской сборной Болгарии на Олимпийских играх 2004 года.